# Puchar Panamerykański w Piłce Siatkowej Mężczyzn 2013
Puchar Panamerykański w Piłce Siatkowej Mężczyzn 2013 – odbył się w mieście Meksyk w Meksyku w dniach 19-24 sierpnia 2013 roku. Była to ósma edycja turnieju. Wzięło w nim udział 7 zespołów z dwóch konfederacji.

## System rozgrywek
VIII Puchar Panamerykański w Piłce Siatkowej Mężczyzn rozgrywany był według poniższego systemu
- W zawodach brało udział 7 zespołów.
- Zespoły zostały podzielone na trzy grupy, w grupach rozgrywki odbywają się systemem "każdy z każdym".
- Przy ustalaniu kolejności zespołów w tabeli decydują: punkty i liczba meczów wygranych, współczynnik punktowy (iloraz punktów zdobytych do straconych), współczynnik setowy (iloraz setów zdobytych do straconych).
- Drużyny z pierwszych miejsc w grupie automatycznie awansują do półfinału, drużyny z miejsc drugiego i trzeciego muszą rozegrać dodatkowy mecz o wejście do półfinału.

## Drużyny uczestniczące
| Grupa A                      | Grupa B                                               |
| ---------------------------- | ----------------------------------------------------- |
| Brazylia Argentyna Portoryko | Stany Zjednoczone Meksyk Dominikana Trynidad i Tobago |

## Faza grupowa
awans do półfinału
     awans do ćwierćfinału
     mecz o 6 miejsce

### Grupa A
Tabela
| Lp. | Drużyna   | Mecze | Mecze | Mecze | Pkt | Małe punkty | Małe punkty | Małe punkty | Sety | Sety | Sety  |
| Lp. | Drużyna   | M     | W     | P     | Pkt | zdob.       | str.        | ratio       | wyg. | prz. | ratio |
| --- | --------- | ----- | ----- | ----- | --- | ----------- | ----------- | ----------- | ---- | ---- | ----- |
| 1   | Brazylia  | 2     | 2     | 0     | 10  | 151         | 116         | 1.302       | 6    | 0    | MAX   |
| 2   | Argentyna | 2     | 1     | 1     | 4   | 155         | 162         | 0.957       | 3    | 4    | 0.750 |
| 3   | Portoryko | 2     | 0     | 2     | 1   | 141         | 169         | 0.834       | 1    | 6    | 0.167 |

Źródło: NORCECA
Punktacja: 3:0 – 5 pkt, 3:1 – 4 pkt, 3:2 – 3 pkt, 2:3 – 2 pkt, 1:3 – 1 pkt, 0:3 – 0 pkt
Zasady ustalania kolejności: 1. liczba zwycięstw, 2. liczba punktów, 3. stosunek małych punktów, 4. stosunek setów, 5. bilans w bezpośrednich meczach
Wyniki
| Data  | Godz. | Drużyna 1 | Wynik | Drużyna 2 | 1     | 2     | 3     | 4     | 5 | Widzów | * |
| ----- | ----- | --------- | ----- | --------- | ----- | ----- | ----- | ----- | - | ------ | - |
| 19.08 | 15:04 | Brazylia  | 3:0   | Portoryko | 25:13 | 26:24 | 25:17 |       |   | 300    |   |
| 20.08 | 16:00 | Argentyna | 3:1   | Portoryko | 18:25 | 25:22 | 25:22 | 25:18 |   | 325    |   |
| 21.08 | 16:00 | Brazylia  | 3:0   | Argentyna | 25:22 | 25:19 | 25:21 |       |   | 1600   |   |

### Grupa B
Tabela
| Lp. | Drużyna           | Mecze | Mecze | Mecze | Pkt | Małe punkty | Małe punkty | Małe punkty | Sety | Sety | Sety  |
| Lp. | Drużyna           | M     | W     | P     | Pkt | zdob.       | str.        | ratio       | wyg. | prz. | ratio |
| --- | ----------------- | ----- | ----- | ----- | --- | ----------- | ----------- | ----------- | ---- | ---- | ----- |
| 1   | Meksyk            | 3     | 3     | 0     | 12  | 276         | 256         | 1.078       | 9    | 3    | 3.000 |
| 2   | Stany Zjednoczone | 3     | 2     | 1     | 10  | 294         | 246         | 1.195       | 8    | 5    | 1.600 |
| 3   | Dominikana        | 3     | 1     | 2     | 8   | 262         | 250         | 1.048       | 6    | 6    | 1.000 |
| 4   | Trynidad i Tobago | 3     | 0     | 3     | 0   | 145         | 225         | 0.644       | 0    | 9    | 0.000 |

Źródło: NORCECA
Punktacja: 3:0 – 5 pkt, 3:1 – 4 pkt, 3:2 – 3 pkt, 2:3 – 2 pkt, 1:3 – 1 pkt, 0:3 – 0 pkt
Zasady ustalania kolejności: 1. liczba zwycięstw, 2. liczba punktów, 3. stosunek małych punktów, 4. stosunek setów, 5. bilans w bezpośrednich meczach
Wyniki
| Data  | Godz. | Drużyna 1         | Wynik | Drużyna 2         | 1     | 2     | 3     | 4     | 5     | Widzów | * |
| ----- | ----- | ----------------- | ----- | ----------------- | ----- | ----- | ----- | ----- | ----- | ------ | - |
| 19.08 | 17:00 | Stany Zjednoczone | 3:2   | Dominikana        | 26:24 | 25:14 | 22:25 | 21:25 | 15:7  | 1200   |   |
| 19.08 | 20:43 | Meksyk            | 3:0   | Trynidad i Tobago | 25:19 | 25:16 | 25:19 |       |       | 1600   |   |
| 20.08 | 18:24 | Stany Zjednoczone | 3:0   | Trynidad i Tobago | 25:14 | 25:10 | 25:20 |       |       | 500    |   |
| 20.08 | 20:07 | Meksyk            | 3:1   | Dominikana        | 18:25 | 25:20 | 26:24 | 25:23 |       | 800    |   |
| 21.08 | 18:03 | Dominikana        | 3:0   | Trynidad i Tobago | 25:18 | 25:13 | 25:16 |       |       | 2000   |   |
| 21.08 | 20:00 | Meksyk            | 3:2   | Stany Zjednoczone | 21:25 | 25:23 | 19:25 | 25:22 | 17:15 | 3000   |   |

## Faza pucharowa

### Mecze o miejsca 1-6
|  |              |                   |              |    |          |           |           |           |    |        |       |       |       |
|  | Ćwierćfinały | Ćwierćfinały      | Ćwierćfinały |    |          | Półfinały | Półfinały | Półfinały |    |        | Finał | Finał | Finał |
|  | Ćwierćfinały | Ćwierćfinały      | Ćwierćfinały |    |          | Półfinały | Półfinały | Półfinały |    |        | Finał | Finał | Finał |
|  |              |                   |              |    |          |           |           |           |    |        |       |       |       |
|  |              |                   |              |    |          |           |           |           |    |        |       |       |       |
|  |              |                   |              | B1 | Meksyk   | 3         |           |           |    |        |       |       |       |
|  |              |                   |              | B1 | Meksyk   | 3         |           |           |    |        |       |       |       |
|  | A2           | Argentyna         | 3            |    |          | A2        | Argentyna | 1         |    |        |       |       |       |
|  | A2           | Argentyna         | 3            |    |          | A2        | Argentyna | 1         |    |        |       |       |       |
|  | B3           | Dominikana        | 0            |    |          |           |           |           | B1 | Meksyk | 0     |       |       |
|  | B3           | Dominikana        | 0            |    |          |           |           |           | B1 | Meksyk | 0     |       |       |
|  |              |                   |              |    |          | A1        | Brazylia  | 3         |    |        |       |       |       |
|  |              |                   |              |    |          | A1        | Brazylia  | 3         |    |        |       |       |       |
|  |              |                   |              | A1 | Brazylia | 3         |           |           |    |        |       |       |       |
|  |              |                   |              | A1 | Brazylia | 3         |           |           |    |        |       |       |       |
|  | B2           | Stany Zjednoczone | 2            |    |          | A3        | Portoryko | 0         |    |        |       |       |       |
|  | B2           | Stany Zjednoczone | 2            |    |          | A3        | Portoryko | 0         |    |        |       |       |       |
|  | A3           | Portoryko         | 3            |    |          |           |           |           |    |        |       |       |       |
|  | A3           | Portoryko         | 3            |    |          |           |           |           |    |        |       |       |       |

### Mecz o 6 miejsce
| Data  | Godz. | Drużyna 1         | Wynik | Drużyna 2  | 1     | 2     | 3     | 4 | 5 | Widzów | * |
| ----- | ----- | ----------------- | ----- | ---------- | ----- | ----- | ----- | - | - | ------ | - |
| 24.08 | 13:00 | Trynidad i Tobago | 0:3   | Dominikana | 17:25 | 19:25 | 14:25 |   |   | 2000   |   |

### Mecz o 5 miejsce
| Data  | Godz. | Drużyna 1  | Wynik | Drużyna 2         | 1     | 2     | 3     | 4 | 5 | Widzów | * |
| ----- | ----- | ---------- | ----- | ----------------- | ----- | ----- | ----- | - | - | ------ | - |
| 23.08 | 16:15 | Dominikana | 0:3   | Stany Zjednoczone | 20:25 | 19:25 | 14:25 |   |   | 1000   |   |

### Ćwierćfinały
| Data  | Godz. | Drużyna 1         | Wynik | Drużyna 2  | 1     | 2     | 3     | 4     | 5     | Widzów | * |
| ----- | ----- | ----------------- | ----- | ---------- | ----- | ----- | ----- | ----- | ----- | ------ | - |
| 22.08 | 18:00 | Argentyna         | 3:0   | Dominikana | 25:17 | 25:19 | 25:22 |       |       | 700    |   |
| 22.08 | 20:00 | Stany Zjednoczone | 2:3   | Portoryko  | 25:16 | 16:25 | 28:26 | 25:27 | 16:18 | 1200   |   |

### Półfinały
| Data  | Godz. | Drużyna 1 | Wynik | Drużyna 2 | 1     | 2     | 3     | 4     | 5 | Widzów | * |
| ----- | ----- | --------- | ----- | --------- | ----- | ----- | ----- | ----- | - | ------ | - |
| 23.08 | 18:10 | Brazylia  | 3:0   | Portoryko | 25:13 | 25:19 | 29:27 |       |   | 2500   |   |
| 23.08 | 20:10 | Meksyk    | 3:1   | Argentyna | 25:21 | 27:25 | 12:25 | 25:21 |   | 4500   |   |

### Mecz o 3 miejsce
| Data  | Godz. | Drużyna 1 | Wynik | Drużyna 2 | 1     | 2     | 3     | 4     | 5     | Widzów | * |
| ----- | ----- | --------- | ----- | --------- | ----- | ----- | ----- | ----- | ----- | ------ | - |
| 24.08 | 15:00 | Argentyna | 3:2   | Portoryko | 25:18 | 22:25 | 25:18 | 20:25 | 15:12 | 5000   |   |

### Finał
| Data  | Godz. | Drużyna 1 | Wynik | Drużyna 2 | 1     | 2     | 3     | 4 | 5 | Widzów | * |
| ----- | ----- | --------- | ----- | --------- | ----- | ----- | ----- | - | - | ------ | - |
| 24.08 | 17:46 | Meksyk    | 0:3   | Brazylia  | 21:25 | 20:25 | 17:25 |   |   | 6000   |   |

## Nagrody indywidualne
| MVP               | Najlepszy punktujący | Najlepszy atakujący   | Najlepsi środkowi             | Najlepszy zagrywający | Najlepszy rozgrywający | Najlepsi skrzydłowi           | Najlepiej atakujący | Najlepszy blokujący | Najlepszy libero | Najlepszy broniący | Najlepszy przyjmujący |
| ----------------- | -------------------- | --------------------- | ----------------------------- | --------------------- | ---------------------- | ----------------------------- | ------------------- | ------------------- | ---------------- | ------------------ | --------------------- |
| Ricardo Lucarelli | Elvis Contreras      | Renan Zanatta Buiatti | Mauricio de Souza Isac Santos | Taylor Sander         | Juan Finoli            | Elvis Contreras Taylor Sander | Elvis Contreras     | Mauricio de Souza   | Gregory Berríos  | Tomás Ruiz         | Reynold Rangel        |

## Klasyfikacja końcowa
| Miejsce | Reprezentacja     |
| ------- | ----------------- |
| złoto   | Brazylia          |
| srebro  | Meksyk            |
| brąz    | Argentyna         |
| 4       | Portoryko         |
| 5       | Stany Zjednoczone |
| 6       | Dominikana        |
| 7       | Trynidad i Tobago |